# 青岛地铁16号线
青岛地铁16号线是中华人民共和国山东省青岛市轨道交通中的一条地铁线路，该线是青岛主城区北部的东西向快速线。

## 线路
16号线主线全长约50.9 km，连接城阳区和即墨区；支线全长约19 km，连接城阳区和胶州市。线路起自城阳区上马街道，向北至胶济铁路即墨站后，主线向东经过南泉中心社区、即墨中心区、蓝色硅谷核心区，止于海泉湾；支线向西南绕过棘洪滩水库后向西经李哥庄镇进入胶东机场。

## 车站
16号线沿途共设18座主线车站、5座支线车站，其中6座为换乘车站。

## 运营
16号线仍处于规划中，尚未开工建设或运营。

## 沿革
2015年8月，青岛市地铁工程建设指挥部办公室组织编制完成《青岛市城市轨道交通线网规划调整》（2015年），远景年方案涉及地铁16号线全线。